# Abenteuer
Als Abenteuer (lateinisch advenire ‚Ankommen‘ und adventus ‚Ankunft‘; mittelhochdeutsch: Âventiure) wird eine risikohaltige Unternehmung wie eine gefahrenträchtige Reise oder die Erforschung eines unbekannten Gebiets bezeichnet, die aus dem geschützten Alltagsbereich hinausführen. Der Abenteurer verlässt sein gewohntes Umfeld und sein soziales Netzwerk, um etwas Wagnishaltiges zu unternehmen, das interessant oder auch gefährlich zu sein verspricht und bei dem der Ausgang ungewiss ist. In diesem Sinne gelten und galten Expeditionen ins Unbekannte zu allen Zeiten als Abenteuer. Die mit einem Abenteuer verbundenen Risiken können physische Schäden, psychische Folgen, Sachschäden oder juristische Konsequenzen betreffen.

## Begriffsspanne
Der Begriff „Abenteuer“ steht ursprünglich für eine ernsthafte Unternehmung von kultureller Bedeutung. Dieses wird noch in den von einer hohen ethischen Grundeinstellung getragenen Âventiuren der mittelalterlichen Ritterepik deutlich, wie sie sich etwa im Iwein und im Erec des Hartmann von Aue oder im Parzival von Wolfram von Eschenbach dichterisch niedergeschlagen haben.
Bereits im (späten) Mittelalter werden mit „abenteuerlich“ auch Unternehmungen bezeichnet, die gefährlich bzw. mit unbedachter Waghalsigkeit verbunden sind.
In der nachritterlichen Zeit, die gemeinhin bei der Lebenszeit von Kaiser Maximilian I., dem sogenannten „letzten Ritter“ (1449–1519) angesetzt wird, bis heute erscheinen daneben in der Literatur wie in der Umgangssprache aber auch spöttisch abwertende Ausdrücke wie „Liebesabenteuer“, „abenteuerlich“ oder „Abenteurer“. Der Name Casanova steht für den Prototyp des „Liebesabenteurers“. Als moderne Abenteurer werden Menschen bezeichnet, die ganz oder für einige Zeit aus dem Berufsleben aussteigen und sich einer – in aller Regel medienvermarkteten – spektakulären Unternehmung widmen. Die abschätzige Wortbedeutung resultiert aus der Einschätzung, dass der „Abenteurer“ statt einer „ernsthaften Tätigkeit“ nachzugehen sein Leben auf der Jagd nach Spannungsreizen verbringt, die den Adrenalinspiegel heben, die Aufmerksamkeit der Öffentlichkeit auf sich ziehen und zu einem persönlichen Bekanntheitsgrad führen sollen (Weltumsegelungen, Wüstendurchquerungen, Atlantiküberquerungen, Antarktismärsche, Kletterleistungen, Rekordjagden auf unterschiedlichen Gebieten).
Moderne Abenteurer wie Arved Fuchs stehen jedoch positiv zu dieser Bezeichnung. Sie sehen ihre Unternehmungen als eine legitime Form der Lebensgestaltung, sogar als Beruf(ung), die den eigenen Lebenshorizont erweitert, den Abenteurer ernährt und der Öffentlichkeit im Unterhaltungssektor dient.

## Reale und fiktive Abenteuer

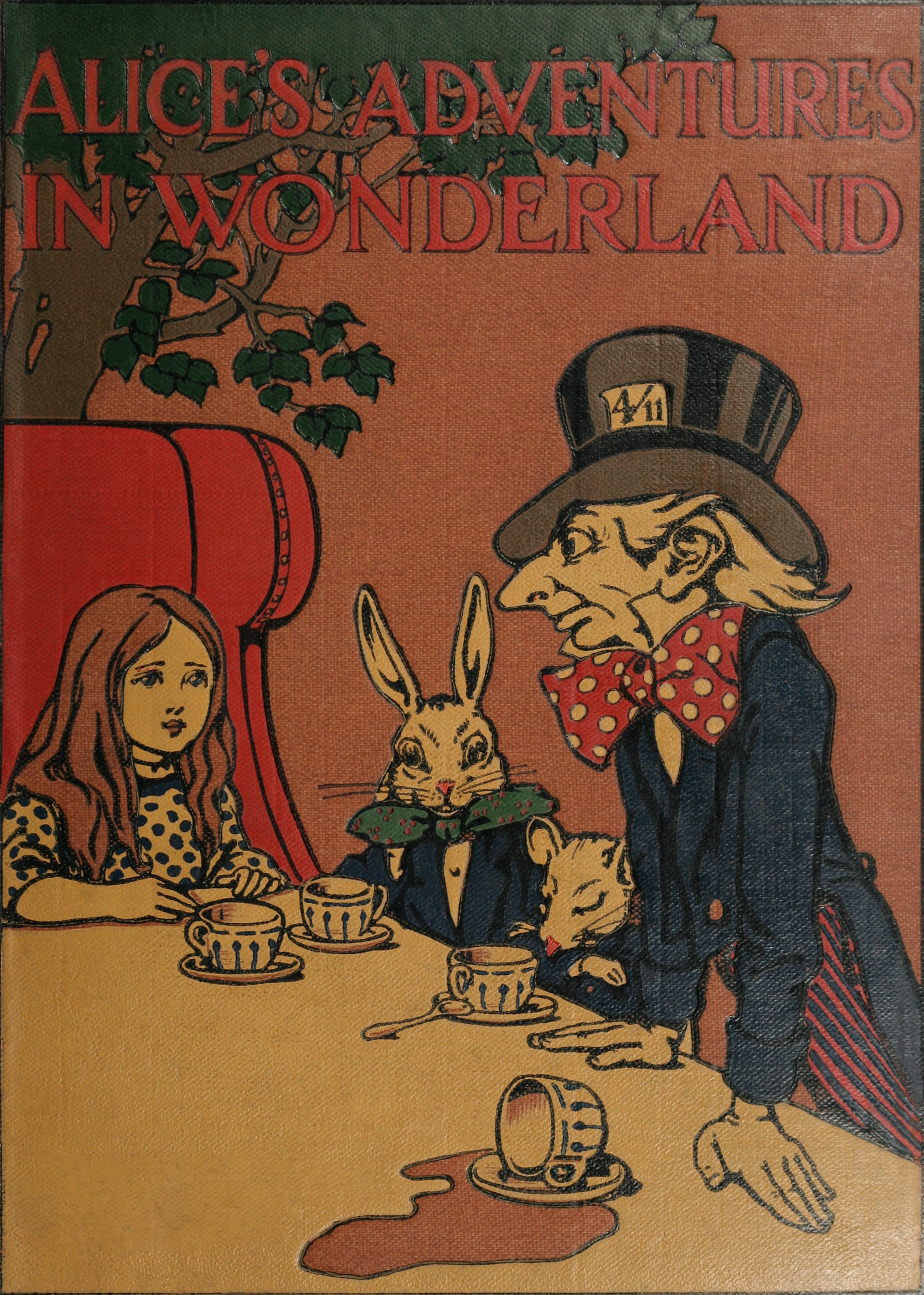
Die Kindergeschichte Alice im Wunderland ist ein fiktives Abenteuer

Der Begriff „Reiseabenteuer“ befasst sich mit fiktionalen und realen Abenteuern des Spezialbereichs Reise.
Der Wagnisforscher Siegbert A. Warwitz unterscheidet zwischen realen (in der Wirklichkeit stattfindenden) und fiktiven (aus der Phantasie geborenen) Abenteuern:
Reale Abenteuer erfordern Eigeninitiative, Frustrationstoleranz, Angstbeherrschung, Mut und vor allem die Bereitschaft zur Akzeptanz eines etwaigen Scheiterns und dessen Folgen. Sie sind somit unmittelbare Erlebnisse im Lebensgeschehen.
Fiktive Abenteuer spielen sich bei Erfinder wie Konsument als reine Vorstellungsabenteuer im Kopf ab. Sie können emotional tief berühren, erfordern aber keine Risikobereitschaft vom Zuhörer oder Leser. Fiktive Abenteuer finden sich zahlreich in der Literatur: in Abenteuerromanen, Schauergeschichten, Mythen, Sagen und Legenden. Sie reichen vom frühen Gilgamesch-Epos über die antiken Sagen, die Ilias und die Odyssee des Dichters Homer und die mittelalterlichen Heldenepen bis zu den Fantasy-Darstellungen um Harry Potter. Auch die Medien Film und Fernsehen liefern visualisierte Abenteuerereignisse wie Piraten-, Ritter-, Mantel-und-Degen- oder Sandalenfilme.
Nach Warwitz kommt den fiktiven Abenteuern als Illusionsprodukten vorrangig ein Unterhaltungswert zu, während das real erlebte Abenteuer, vor allem unter sachkundiger pädagogischer Betreuung, von hohem persönlichkeitsbildenden Wert sein kann.

## Echte Abenteuer und Pseudoabenteuer

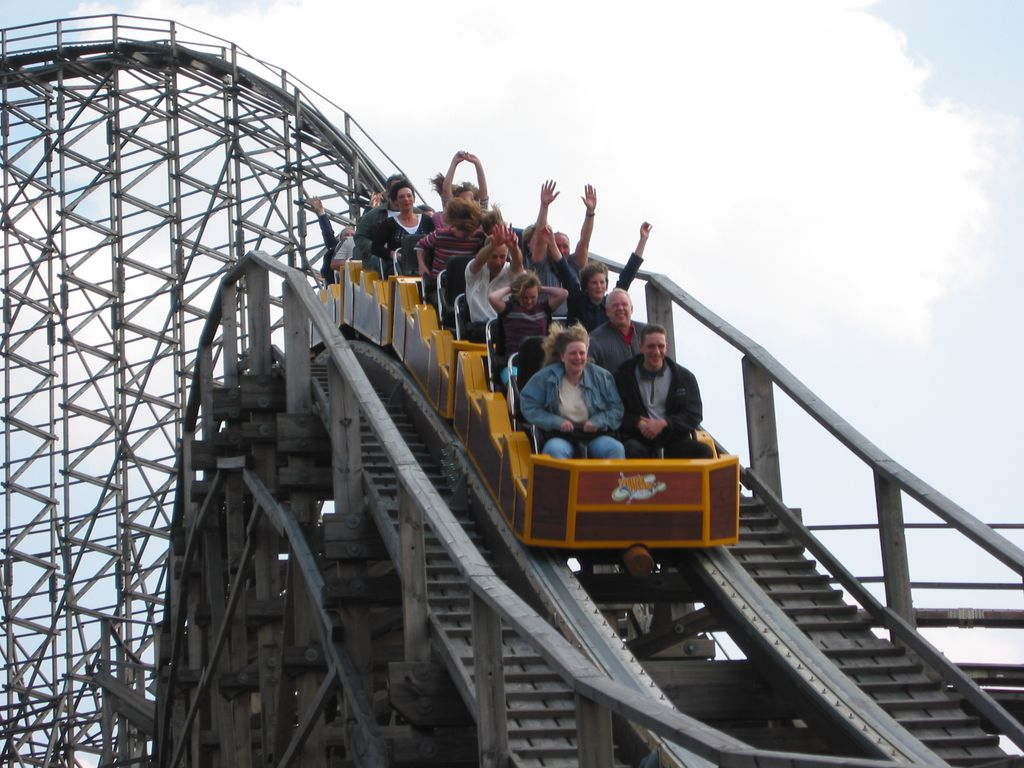
Die Fahrt auf einer Holzachterbahn als „Pseudoabenteuer“

Die Verwendung des Begriffs „Abenteuer“ hat in der neueren Zeit inflationär zugenommen. Nach der Leitlinie „learning by doing“ des Reformpädagogen William Heard Kilpatrick hatte der Schöpfer der Pfadfinderbewegung, Robert Baden-Powell, bereits 1907 das „Abenteuer der Tat“ in das Zentrum seines Erziehungskonzepts gestellt.
Echte Abenteuer sind nach Warwitz solche, deren Bewältigung persönlichen Einsatz, Mut, Angstkontrolle und Wagniskompetenz erfordert. Der Ausgang ist ungewiss und kann dem Wagenden auf physischer, emotionaler und mentaler Ebene Schaden und Leid zufügen. Das Austragen dieses Zwiespalts und dieser Konsequenz konstituiert das „echte Abenteuer“ und darf entsprechend nicht wegrationalisiert werden.
Beim Pseudoabenteuer wird der Schein eines wirklichen Abenteuers erweckt. Anbieter durchorganisierter Reisen verwenden zur Befriedigung des Spannungsbedürfnisses ihrer Klientel gern Bezeichnungen wie „Abenteuerreise“ oder „Expedition“ für ihre Angebote. Tatsächlich schließen die Sicherheitsvorkehrungen sowie die technische und organisatorische Abwicklung durch den Veranstalter aber ein Scheitern mit hoher Wahrscheinlichkeit aus. Zudem wird dem passiv „Be-abenteuerten“ (Warwitz) die Eigenverantwortung durch den Veranstalter weitestgehend abgenommen. Der Abenteuerhungrige hat fast keinen Einfluss auf das Geschehen und nahezu keine nachteiligen Folgen für sich zu befürchten. Das gebuchte Abenteuer ist sicher. Der „Abenteuerreisende“ kann sich zudem noch durch den Abschluss von Versicherungen schützen. Dem Scheinabenteuer fehlen die Elemente und der Reiz des Misslingen-Könnens und der Eigenverantwortung, die der Pädagoge und Urvater der Erlebnispädagogik Kurt Hahn als konstitutiv für das Abenteuer ansetzt.
Auch die zahlreichen „aufregenden“ Stationen der Vergnügungsparks von der Gespensterbegegnung bis zur Achterbahnfahrt oder dem Sturz vom „Freefalltower“ können als Abenteuer aus zweiter Hand bezeichnet werden, die sich beliebig oft mit demselben Ausgang des Erlebnisses wiederholen lassen. Mit jeder Wiederholung lässt die Kickintensität weiter nach. Auch hier fehlt sowohl die reale Gefahrenbedrohung als auch die selbsttätige Gestaltung der Abläufe als auch die Eigenverantwortung für eventuelle nachteilige Folgen, die das eigentliche Abenteuer ausmachen. Warwitz bringt die Mentalitäts- und Verhaltensalternative von echtem und scheinbarem Abenteuer auf die Formel „Selbstverantwortlich wagen oder sich be-abenteuern lassen.“
Schon seit der nachritterlichen Zeit, beginnend mit den Ritterkolportagen wie denen des Don Quijote, aber auch bei anrüchigen Unternehmungen der neueren Zeit, haben Begriff und Gestalt des „Abenteurers“, der aus einer gesicherten Umgebung heraus sich freiwillig Unwägbarkeiten stellt, auch eine etwas despektierlich-abwertende Bedeutung angenommen. Diese äußert sich z. B. auch in dem Adjektiv „abenteuerlich“ für eine nicht ganz geheuere Unternehmung.

## Entdeckungsreisen und Abenteuer
Die Forschungs- und Entdeckungsreisen von der Renaissance bis heute wurden von den Beteiligten zugleich als großes Abenteuer erlebt, das man siegreich gestalten, bei dem man dabei sein wollte. Die Fahrten des Christoph Kolumbus, die zur Entdeckung Amerikas geführt haben, die Forschungsreisen von James Cook, Alexander von Humboldt, David Livingstone, Roald Amundsen oder John Franklin, die alle dem Wissensgewinn dienten, galten auch den Zeitgenossen als weltbewegende Abenteuer. Sie waren von hohen Risiken für Leib und Leben begleitet. Ihr Ausgang war höchst ungewiss.
Mit zunehmender Sicherheit und Verbreitung des internationalen Schiffsverkehrs im ausgehenden 19. Jahrhundert sank auch der Abenteuerfaktor der Expeditionen zur See. Im 20. Jahrhundert sind insbesondere die Anfänge der bemannten Raumfahrt als Abenteuer anzusehen, da zu diesem Zeitpunkt die Reisen in den Weltraum aufgrund der geringen Erfahrung mit der Technik noch ein relativ großes Wagnis darstellten.

## Krieg und Abenteuer
Die Einschätzung, ob die Teilnahme an kriegerischen Handlungen als Abenteuer empfunden wird, ist individualitäts- und zeitabhängig:
Die Ritter des Mittelalters brachen noch in religiösem Eifer zu den päpstlich verordneten Kreuzzügen mit dem Bewusstsein auf, sich auf das größte Abenteuer ihres Lebens einzulassen, bei dem sie neben dem ewigen Heil auch reiche Beute gewinnen konnten.
Auch dem Abenteuerbedürfnis der jungen Männer der Jugendbewegung zu Anfang des 20. Jahrhunderts kam der „vaterländische Krieg“ sehr entgegen. Noch bis zum Ersten und Zweiten Weltkrieg meldeten sich ahnungslose Jugendliche jubelnd, fahnenschwingend und singend in der Erwartung von intensiven Erlebnissen, Ruhm und Ehre als Kriegsfreiwillige zu Kampfeinsätzen. Auch Kriegsreporter befriedigen bis heute bisweilen ein gewisses Abenteuerbedürfnis, wie es etwa aus der Biografie von Ernest Hemingway deutlich wird, der sich an den verschiedensten und entferntesten Kriegsschauplätzen als Berichterstatter und Analyst der Ereignisse für mehrere Presseorgane engagierte. Bei bekannten Kriegsfliegern wie dem sogenannten „Roten Baron“ Manfred von Richthofen, dem französischen Fliegerschriftsteller Antoine de Saint-Exupéry oder der Testpilotin Hanna Reitsch ist ein starkes Abenteuerbedürfnis im Element des Krieges nicht zu übersehen.
Auch in der Gegenwart zieht es nach den Presseberichten und Selbstdarstellungen wieder viele junge Menschen aus Abenteuerhunger zu den Kriegsschauplätzen im Nahen Osten. Zudem wird auch zum Gewinnen von Nachwuchs für Armeen mit dem Abenteuerfaktor geworben. So sorgte 2012 eine Anzeige der Bundeswehr für ein „Adventure-Camp“ im Onlinebereich der Jugendzeitschrift Bravo für Aufsehen.

## Spiel und Abenteuer
Der Spielbereich bietet ein weites Feld für Abenteuererlebnisse, was von Schule und Freizeiteinrichtungen wegen der Attraktivität gern genutzt wird. Es handelt sich, dem Abenteuercharakter entsprechend, um Spiele, deren ungewisser Ausgang von den Spielenden gesucht, ertragen und gemanagt werden muss. Dabei spielen die Komponenten Risiko und Wagnis eine wesentliche Rolle.
Sowohl Kinder als auch Erwachsene nähern sich dem Thema Abenteuer spielerisch. Dabei können Abenteuer beim Live Action Role Playing (kurz LARP) direkt ausgelebt werden oder als interaktive Geschichte bei einem Pen-&-Paper-Rollenspiel erzählt werden. Bei einem Computer-Rollenspiel kann der Spieler einen Charakter selbst steuern und zumeist die Handlung des Spiels maßgeblich beeinflussen.
Auch der dem Spielbereich verwandte Sport trägt mit seinem sich stetig erweiternden Arsenal an Wagnissportarten dem Abenteuerbedürfnis Rechnung.